# 김규표
김규표(1999년 2월 8일 ~ )는 대한민국의 축구 선수로, 포지션은 미드필더이다. 현재 포항 스틸러스소속이다.

## 클럽 경력
김규표는 포항 스틸러스 산하 유소년 팀 포항제철고등학교 축구부를 거쳤으며, 이후 포항 스틸러스의 우선지명을 받고 성균관대학교 축구부에 입단하였다.
K리그1 2019시즌을 앞두고, 포항 스틸러스와 프로 계약을 체결하면서 성인 무대에 들어섰다.
2020년 성균관대학교 재학시절 은사인 설기현 감독이 지휘봉을 잡은 경남 FC로 1년간 임대 이적을 떠났다.
2022시즌을 앞두고 화성 FC로 임대 이적했다.